# Tích phân Wallis
Trong toán học, và chính xác hơn là trong giải tích, tích phân Wallis là một tích phân liên quan đến một lũy thừa nguyên của hàm sin. Các tích phân Wallis được John Wallis giới thiệu, nhằm mục đích khai triển số π thành một tích vô hạn các số hữu tỉ: tích Wallis.

## Định nghĩa
Các tích phân Wallis là các phần tử của một dãy số thực {\displaystyle (W_{n})_{n\in \mathbb {N} }} xác định bởi: 
 hoặc tương đương (bằng cách đổi biến {\displaystyle x={\frac {\pi }{2}}-t}): 
 Các giá trị đầu tiên: 
| {\displaystyle W_{0}}             | {\displaystyle W_{1}} | {\displaystyle W_{2}}             | {\displaystyle W_{3}}          | {\displaystyle W_{4}}               | {\displaystyle W_{5}}           | {\displaystyle W_{6}}               | {\displaystyle W_{7}}            | {\displaystyle W_{8}}                 |
| {\displaystyle {\frac {\pi }{2}}} | {\displaystyle 1}     | {\displaystyle {\frac {\pi }{4}}} | {\displaystyle {\frac {2}{3}}} | {\displaystyle {\frac {3\pi }{16}}} | {\displaystyle {\frac {8}{15}}} | {\displaystyle {\frac {5\pi }{32}}} | {\displaystyle {\frac {16}{35}}} | {\displaystyle {\frac {35\pi }{256}}} |

Dãy {\displaystyle (W_{n})} là dương ngặt và giảm ngặt. Giới hạn của dãy bằng không.

## Quan hệ với các tích phân khác
Tích phân từng phần cho phép thiết lập mối quan hệ lặp lại: 
 Từ đây ta thu được các công thức tổng quát: 

## Tiệm cận dãy các tích phân Wallis
Các tích phân Wallis có thể được thể hiện qua các tích phân Euler:
1. Tích phân Euler loại thứ nhất cũng được gọi là hàm beta: 
{\displaystyle \mathrm {B} (x,y)=2\int _{0}^{\frac {\pi }{2}}\sin(u)^{2x-1}\cos(u)^{2y-1}\,\mathrm {d} u}
2. Tích phân Euler loại thứ hai cũng được gọi là hàm gamma: 
{\displaystyle \Gamma (z)=\int _{0}^{\infty }t^{z-1}\,e^{-t}\,\mathrm {d} t}.

Biết rằng {\displaystyle \mathrm {B} (x,y)={\frac {\Gamma (x)\Gamma (y)}{\Gamma (x+y)}}} và {\displaystyle \Gamma \left({\tfrac {1}{2}}\right)={\sqrt {\pi }}}, ta có thể viết các tích phân Wallis dưới dạng: 
 Từ công thức lặp lại, ta có mối quan hệ tiệm cận: 
 Hệ quả: 

## Ứng dụng

### Thiết lập công thức Stirling
Giả sử sự tồn tại một hằng số {\displaystyle C} sao cho: 
 Bằng cách thay thế các giai thừa trong biểu thức trên bằng các tích phân Wallis, ta có:
{\displaystyle W_{2p}={\frac {\pi }{2}}{\frac {(2p)!}{\left(2^{p}p!\right)^{2}}}\sim {\frac {\pi }{2}}{\frac {C{\sqrt {2p}}\,\left({\frac {2p}{\mathrm {e} }}\right)^{2p}}{\left(2^{p}C{\sqrt {p}}\,\left({\frac {p}{\mathrm {e} }}\right)^{p}\right)^{2}}}={\frac {\pi }{C{\sqrt {2p}}}}}.

So sánh với tiệm cận của tích phân Wallis thu được trước đó, ta có 
 Do đó, ta suy ra công thức Stirling:
{\displaystyle n!\sim {\sqrt {2\pi n}}\,\left({\frac {n}{\mathrm {e} }}\right)^{n}}.

### Tínhπ
Từ {\displaystyle W_{2p}\sim W_{2p+1}}, ta có 
 Mặt khác:
{\displaystyle {\frac {W_{2p+1}}{W_{2p}/{\frac {\pi }{2}}}}={\frac {\prod _{k=1}^{p}{\frac {2k}{2k+1}}}{\prod _{k=1}^{p}{\frac {2k-1}{2k}}}}=\prod _{k=1}^{p}{\frac {4k^{2}}{4k^{2}-1}}}.
Ta suy ra công thức tích Wallis:
{\displaystyle \prod _{k=1}^{\infty }{\frac {4k^{2}}{4k^{2}-1}}={\frac {\pi }{2}}}.